# 2042年9月29日月食
2042年9月29日月食为一次將在协调世界时2042年9月29日出現的月偏食。該次月食半影食分為0.978、全影食分為0.003。偏食維持了6分。

## 概述
這次月食的食分是0.43，偏食維持了6分。

## 基本參數
- 類型：月偏食
- 食甚資料：
  - 日期：2042年9月29日
  - 時間：10:44
  - 月球位置：赤經0.43度、赤緯1.6度
  - 食分：半影食分：0.978、全影食分：0.003
  - 持續時間：偏食6分

## 外部連結
- NASA月食專頁（页面存档备份，存于）（英文）